# ولاسینا اوکروگلیتسا
ولاسینا اوکروگلیتسا (به صربی: Vlasina Okruglica) یک منطقهٔ مسکونی در صربستان است که در سوردولیکا واقع شده‌است. ولاسینا اوکروگلیتسا ۱۶۳ نفر جمعیت دارد.